# San Pedro (Nowy Meksyk)
San Pedro – jednostka osadnicza w Stanach Zjednoczonych, w stanie Nowy Meksyk, w hrabstwie Santa Fe.